# Осун (штат)
Осун (англ. Osun State) — штат у південно-західній частині Нігерії. 28-й за площею та 19-й за населенням штат Нігерії. Адміністративний центр штату — місто Ошогбо.
На території штату знаходиться об'єкт Світової спадщини ЮНЕСКО — Осун-Осогбо.

## Адміністративний поділ
Адміністративно штат ділиться на 30 територій місцевого управління:
- Aiyedaade (Gbongan)
- Aiyedire (Ile Ogbo)
- Atakunmosa East (Iperindo)
- Atakunmosa West (Osu)
- Boluwaduro (Otan-Ayegbaju)
- Boripe (Iragbiji)
- Ede North (Oja Timi)
- Ede South (Ede)
- Egbedore (Awo)
- Ejigbo (Ejigbo)
- Ife Central (Ile-Ife)
- Ife East (Oke-Ogbo)
- Ife North (Ipetumodu)
- Ife South (Ifetedo)
- Ifedayo (Oke-Ila Orangun)
- Ifelodun (Ікірун)
- Ila (Ila Orangun)
- Ilesa East (Ilesa)
- Ilesa West (Ereja Square)
- Irepodun (Ilobu)
- Irewole (Ікіре)
- Isokan (Apomu)
- Iwo (Іво)
- Obokun (Ibokun)
- Odo Otin (Okuku)
- Ola Oluwa (Bode Osi)
- Olorunda (Igbonna, Osogbo)
- Oriade (Ijebu-Jesa)
- Orolu (Ifon-Osun)
- Osogbo (Osogbo)

## Економіка
Осун — аграрний штат, тут вирощують ямс, касаву, тютюн, бавовник та інші культури.

## Історія
У центрі штату розташовується місто Іфе — в історії одне з головних міст-держав доколоніальної Африки народу йоруба. В легендах йоруба вважається прабатьківщиною.